# Ignacio Manuel Altamirano
Ignacio Manuel Altamirano Basilio (n. 13 noiembrie 1834 - d. 13 februarie 1893) a fost scriitor, jurnalist, profesor și om politic mexican.

## Opera
- 1849: Literatura națională ("La literatura nacional");
- 1870: Crăciunul în munți ("La Navidad en las montañas");
- 1872: Antonia ("Antonia");
- 1873: Beatriz ("Beatriz");
- 1880: Rime ("Rimas");
- 1880: Povestiri de iarnă ("Cuentos de invierno");
- 1886: Peisaje și legende, tradiții și costume din Mexic ("Paisajes y leyendas, tradiciones y costumbres de México");
- 1869: Clemencia ("Clemencia");
- 1901: El Zarco ("El Zarco");
- 1959: Opere literare complete ("Obras literarias completas");
- 1986: Opere complete ("Obras completas").